# Muromianos

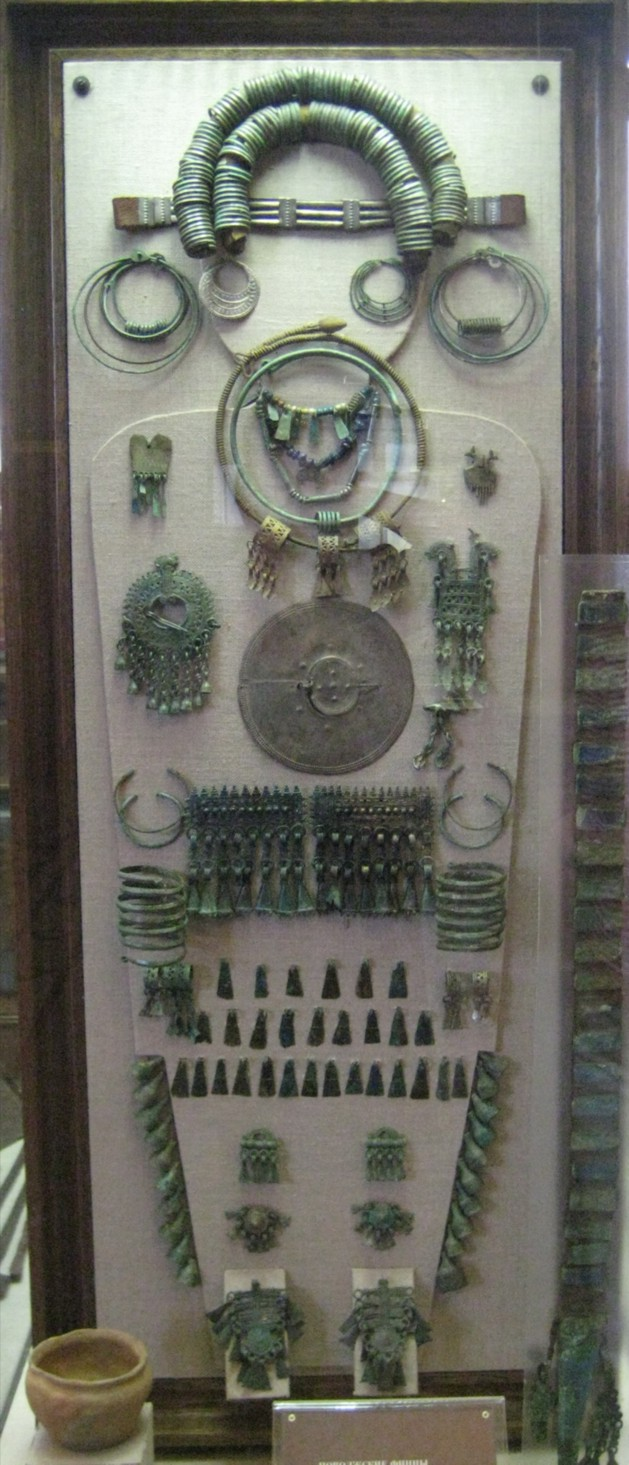
Reconstrução do cocar de metal de uma fantasia feminina da tribo muroma dos séculos IX a X. Região de Vladimir Exposição no Museu Histórico do Estado.

Os muroma (em russo:  Мурома, em ucraniano:  Мурома) ou muromianos foram uma tribo fino-úgrica que, desde meados do primeiro milénio d.C., viveu no curso inferior do Oca, nas proximidades da cidade de Murom. No Conto dos Anos Passados são mencionados como não-eslavo e vivendo na confluência do Oca e do Volga.
Monumentos arqueológicos: cemitérios, aldeias, antiga povoação de Chaadaevskoie. A tribo estava envolvida na agricultura, caça e artesanato. No séc. XII foi assimilado pelos eslavos orientais na fase inicial da formação da etnia russa. A questão da origem dos muroma é controversa em termos científicos. A extinta língua muromiana, a julgar pelos hidrônimos dos afluentes do baixo Kliazma, era próxima da língua meriana.